# 玉川 (羽村市)
玉川（たまがわ）は、東京都羽村市の町名。現行行政地名は玉川一丁目及び玉川二丁目。住居表示実施済み区域。

## 地理

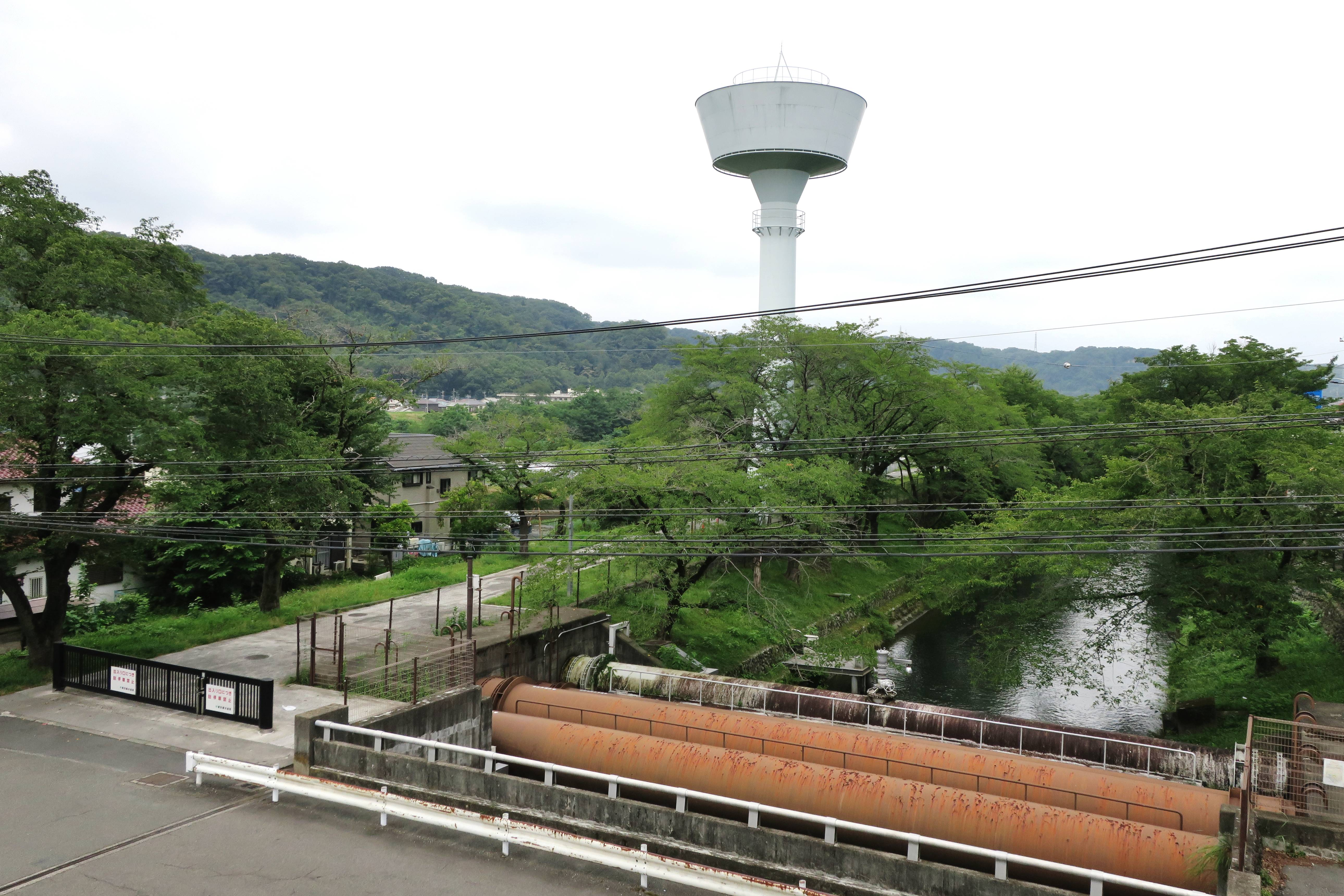
玉川上水と羽村小作間調圧水槽

羽村市の南西部に位置し、北東に羽東、南東に川崎、南に福生市福生と接している。

## 世帯数と人口
2025年（令和7年）7月1日現在（羽村市発表）の世帯数と人口は以下の通りである。
| 丁目       | 世帯数  | 人口  |
| ---------- | ------- | ----- |
| 玉川一丁目 | 104世帯 | 222人 |
| 玉川二丁目 | 349世帯 | 710人 |
| 計         | 453世帯 | 932人 |

### 人口の変遷
国勢調査による人口の推移。
| 年                 | 人口  |
| ------------------ | ----- |
| 1995年（平成7年）  | 867   |
| 2000年（平成12年） | 848   |
| 2005年（平成17年） | 967   |
| 2010年（平成22年） | 1,170 |
| 2015年（平成27年） | 1,109 |
| 2020年（令和2年）  | 1,126 |

### 世帯数の変遷
国勢調査による世帯数の推移。
| 年                 | 世帯数 |
| ------------------ | ------ |
| 1995年（平成7年）  | 290    |
| 2000年（平成12年） | 306    |
| 2005年（平成17年） | 339    |
| 2010年（平成22年） | 443    |
| 2015年（平成27年） | 447    |
| 2020年（令和2年）  | 457    |

## 学区
市立小・中学校に通う場合、学区は以下の通りとなる（2012年6月時点）。
- 区域 : 一丁目〜二丁目 各全域
  - 小学校 : 羽村市立羽村東小学校
  - 中学校 : 羽村市立羽村第一中学校

## 交通

### 道路
- 東京都道250号あきる野羽村線

## 事業所
2021年（令和3年）現在の経済センサス調査による事業所数と従業員数は以下の通りである。
| 丁目       | 事業所数 | 従業員数 |
| ---------- | -------- | -------- |
| 玉川一丁目 | 4事業所  | 14人     |
| 玉川二丁目 | 13事業所 | 131人    |
| 計         | 17事業所 | 145人    |

### 事業者数の変遷
経済センサスによる事業所数の推移。
| 年                 | 事業者数 |
| ------------------ | -------- |
| 2016年（平成28年） | 17       |
| 2021年（令和3年）  | 17       |

### 従業員数の変遷
経済センサスによる従業員数の推移。
| 年                 | 従業員数 |
| ------------------ | -------- |
| 2016年（平成28年） | 144      |
| 2021年（令和3年）  | 145      |

## その他

### 日本郵便
- 郵便番号 : 205-0024[3]（集配局 : 羽村郵便局[15]）。